# Оксид самария(II)
Оксид самария(II) — бинарное неорганическое соединение 
металла самария и кислорода
с формулой SmO,
кристаллы.

## Получение
- Нагревание самария в кислороде:

{\displaystyle {\mathsf {2Sm+O_{2}\ {\xrightarrow {625^{o}C}}\ 2SmO}}}

## Физические свойства
Оксид самария(II) образует кристаллы
кубической сингонии, пространственная группа F m3m, параметры ячейки a = 0,49883 нм, Z = 4,
структура типа хлорида натрия NaCl
.
Соединение образуется по перитектической реакции при температуре 625°С
.